# Manu Pekka
Manu Pekka — штанговий (одноківшевий) земснаряд, на середину 2010-х один з найбільших у своєму типі. Брав участь у роботах на цілому ряді офшорних вітрових електростанцій.
Судно спорудили ще в 1983 році на фінській корабельні OMP Oy. У 2015-му воно пройшло модернізацію зі встановленням потужного гідравлічного екскаватора того ж типу, що використовується в гірничій промисловості (BK 2820D Greenline, двигун 1,1 МВт).
Manu Pekka належить до несамохідних понтонів та переміщується за допомогою буксирів. В операційному режимі земснаряд використовує три опори, які забезпечують стабілізацію на місці виконання робіт. Судно здатне діяти на глибинах до 18,5 метра.

## Завдання судна
У середині 2010-х одним із типових завдань для "Manu Pekka" стала участь у прокладанні головних експортних кабелів офшорних вітроелектростанцій. Земснаряд споруджував на мілководних ділянках траси траншеї, в які потім укладали кабель спеціалізовані судна.
В 2013 році такі роботи провели для британської станції Гамбер-Гейтвей у Північному морі біля узбережжя Йоркширу.
2016-го, вже після модернізації, земснаряд працював для ВЕС Рампіон, яку споруджували в протоці Ла-Манш біля узбережжя Західного Сассексу. Окрім траншеї, судно створило три котловани, між якими під час припливу переміщувалась кабелеукладальна баржа Stemat Spirit.
Весною 2017 року земснаряд прибув до шотландського порту Buckie, де мав пройти дообладнання для робіт по проєкту вітрової електростанції Беатріс в затоці Північного моря Морі-Ферт.
Відомо, що "Manu Pekka" разом із землесосним снарядом "Barent Zanen" залучили до модернізації порту Довер, що знаходиться на південно-східному узбережжі Англії (проект припав на 2017 — 2018 роки).